# 1896年夏季奥林匹克运动会田径比赛

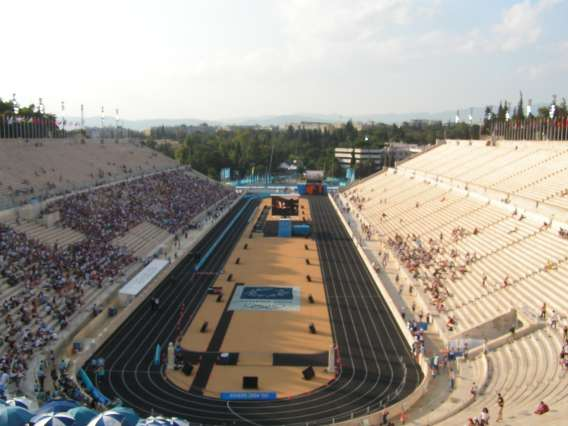
現今的帕那辛纳克体育场

在1896年夏季奥林匹克运动会上，共进行了12項田徑比赛，除了马拉松外，所有的比赛都是在帕那辛纳克体育场中进行的，该体育场也是马拉松比赛的终点。比赛分别在4月6日、7日、9日和10日举行。有来自9个国家的共计63名男性运动员参加了比赛。田径比赛也是本届奥运会中参赛国家和地区最多的项目。
美国代表团在田径比赛中获得了12个项目中的9个冠军。由于并没有多少潜在的顶尖级运动员参加本届奥运会，因此奥委会也没有设置世界纪录。另外，由于当时田径比赛的跑道拐弯处相对今天非常的窄，因此想在径赛当中取得最好的成绩几乎是不可能的。
男子100米首轮预赛是本届奥运会进行的一个项目，因此赢得本项目第一名的弗朗西斯·莱恩也就成了现代奥运会的第一个获胜者。第一个奥运会冠军是一位参加三级跳远比赛的美国人，哈佛大学的学生詹姆士·康诺利，他还获得了跳高的亚军和跳远的季军。
很多其它的运动员亦取得了很好的成绩。托馬斯·伯克赢得了100米和400米比赛的冠军，来自英属澳大利亚的特迪·弗拉克在800米和1500米比赛中胜出。罗伯特·加勒特是普林斯顿大学的一名学生，他在比赛中赢得了两个冠军和两个亚军，他的第一个冠军是在铁饼比赛中获得的，铁饼在第一届奥运会之前从来没有被引入到国际赛事之中。加勒特在赛前尝试得自制了一个10公斤重的铁饼作训练之用，但由于重量太大而最终放弃了。后来当他得知正式比赛使用的铁饼只有2公斤重时，便报名参加了比赛并且最终获得了冠军。这使得一直以来认为自己在铁饼项目上占有绝对优势的希腊人变得很沮丧。
马拉松长跑也是第一次被希腊奥委会列入到国际比赛当中的，比赛的起点设在希腊的马拉松，参赛者要跑约40公里的土路到达雅典。希腊人斯皮里宗·路易斯最终获得了首届奥运会马拉松长跑的冠军，他是一名来自阿马鲁西奥的送水工，希腊王子在他进入体育内跑最后一圈时伴随在他身边直至终点，路易斯也因此被视作希腊的英雄。

## 項目成績
根据国际奥林匹克委员会的相关资料记载，当时的冠军会得到一枚银牌，其它名次则没有任何奖牌。
| 項目             | 金牌                    | 银牌                                  | 铜牌                          |
| 100米（詳細）    | 托馬斯·伯克（美国）     | 弗里茨·霍夫曼（德国）                 | 弗朗西斯·萊恩（美国）         |
| 100米（詳細）    | 托馬斯·伯克（美国）     | 弗里茨·霍夫曼（德国）                 | 索科伊·奥洛约什（匈牙利）     |
| 400米（詳細）    | 托馬斯·伯克（美国）     | 赫伯特·傑米森（美国）                 | 查爾斯·格梅林（英国）         |
| 800米（詳細）    | 特迪·弗拉克（）         | 达尼·南多尔（匈牙利）                 | 迪米特里奧斯·戈爾米斯（希腊） |
| 1500米（詳細）   | 特迪·弗拉克（）         | 阿瑟·布萊克（美国）                   | 阿尔班·莱米西奥（法国）       |
| 110米栏（詳細）  | 托马斯·柯蒂斯（美国）   | 格蘭特利·古爾丁（英国）               | 无                            |
| 马拉松（詳細）   | 斯皮里宗·路易斯（希腊） | 卡里勞斯·瓦西拉科斯（希腊）           | 克尔纳·久洛（匈牙利）         |
| 跳高（詳細）     | 埃勒里·克拉克（美国）   | 詹姆斯·康诺利（美国）                 | 无                            |
| 跳高（詳細）     | 埃勒里·克拉克（美国）   | 罗伯特·加勒特（美国）                 | 无                            |
| 撐竿跳高（詳細） | 威廉·霍伊特（美国）     | 阿爾伯特·泰勒（美国）                 | 伊萬傑洛斯·達馬科斯（希腊）   |
| 撐竿跳高（詳細） | 威廉·霍伊特（美国）     | 阿爾伯特·泰勒（美国）                 | 揚尼斯·西奧多羅普洛斯（希腊） |
| 跳远（詳細）     | 埃勒里·克拉克（美国）   | 罗伯特·加勒特（美国）                 | 詹姆斯·康诺利（美国）         |
| 三级跳远（詳細） | 詹姆斯·康诺利（美国）   | 亞歷山大·圖菲里（法国）               | 揚尼斯·佩薩基斯（希腊）       |
| 铅球（詳細）     | 罗伯特·加勒特（美国）   | 米爾蒂亞德斯·古斯科斯（希腊）         | 喬治·帕帕西里斯（希腊）       |
| 铁饼（詳細）     | 罗伯特·加勒特（美国）   | 帕納吉奧蒂斯·帕拉斯凱沃普洛斯（希腊） | 索提里奧斯·維西斯（希腊）     |

## 奖牌榜
| 排名 | 国家／地区 | 金牌 | 银牌 | 铜牌 | 總數 |
| ---- | ---------- | ---- | ---- | ---- | ---- |
| 1    | 美国       | 9    | 6    | 2    | 17   |
| 2    | 澳大利亚   | 2    | 0    | 0    | 2    |
| 3    | 希臘       | 1    | 3    | 6    | 10   |
| 4    | 匈牙利     | 0    | 1    | 2    | 3    |
| 5    | 法國       | 0    | 1    | 1    | 2    |
| 5    | 英国       | 0    | 1    | 1    | 2    |
| 6    | 德国       | 0    | 1    | 0    | 1    |
| *    | 總數       | 12   | 13   | 12   | 37   |

## 參賽國家
賽事共有來自10個國家的64名參賽運動員參加。
- （1）
- 智利（1）
- 丹麦（3）
- 法国（6）
- 德国（5）
- 英国（5）
- 希腊（29）
- 匈牙利（3）
- 瑞典（1）
- 美国（10）

## 外部連結
- 关于马拉松历史介绍
- 国际奥委会成绩查询（页面存档备份，存于）
- Lampros, S.P.; Polites, N.G.; De Coubertin, Pierre; Philemon, P.J.; & Anninos, C. . Athens: Charles Beck. 1897. (Digitally available at （页面存档备份，存于）)
- Mallon, Bill; & Widlund, Ture. . Jefferson: McFarland. 1998. ISBN 978-0-7864-0379-0. (Excerpt available at )
- Smith, Michael Llewellyn. . London: Profile Books. 2004. ISBN 978-1-86197-342-9.